# Черноголовый чиж
Черноголовый чиж (лат. Spinus magellanicus) — певчая птица из семейства вьюрковых.

## Внешний вид
Черноголовый чиж достигает длины от 11 до 12 см. Существует выраженный половой диморфизм.
У самцов голова, затылок и горло чёрные. Остальная верхняя часть тела жёлтая с оливково-зелёным оттенком. Кроющие крыльев и хвоста черноватые. Нижняя часть тела жёлтая, грудь у отдельных особей коричневатого цвета. Клюв и ноги черновато-серые.
Самки окрашены гораздо менее контрастно. Их верхняя часть тела и голова зеленовато-серого цвета. Нижняя часть тела серовато-жёлтая, на конце тела светлее. Клюв и ноги несколько бледнее чем у самца.

## Распространение
Ареал простирается с юга Аргентины и Чили до юга Колумбии и Венесуэлы. Населяет равнинные и холмистые ландшафты. Птицы обитают в тугайных лесах, на опушках леса, плантациях, вдоль поросших кустарником берегов рек и обочин дорог, а также в садах и парках.

## Питание
Черноголовый чиж питается преимущественно семенами. Насекомые дополняют рацион питания.

## Размножение
Гнездо строит преимущественно самка. В кладке от 3-х до 4-х яиц. Высиживает только самка. Период гнездования составляет от 12 до 13 дней. Молодые птицы способны летать в возрасте примерно 18 дней. Через 10—14 дней они становятся самостоятельными.